# Métro de Taoyuan

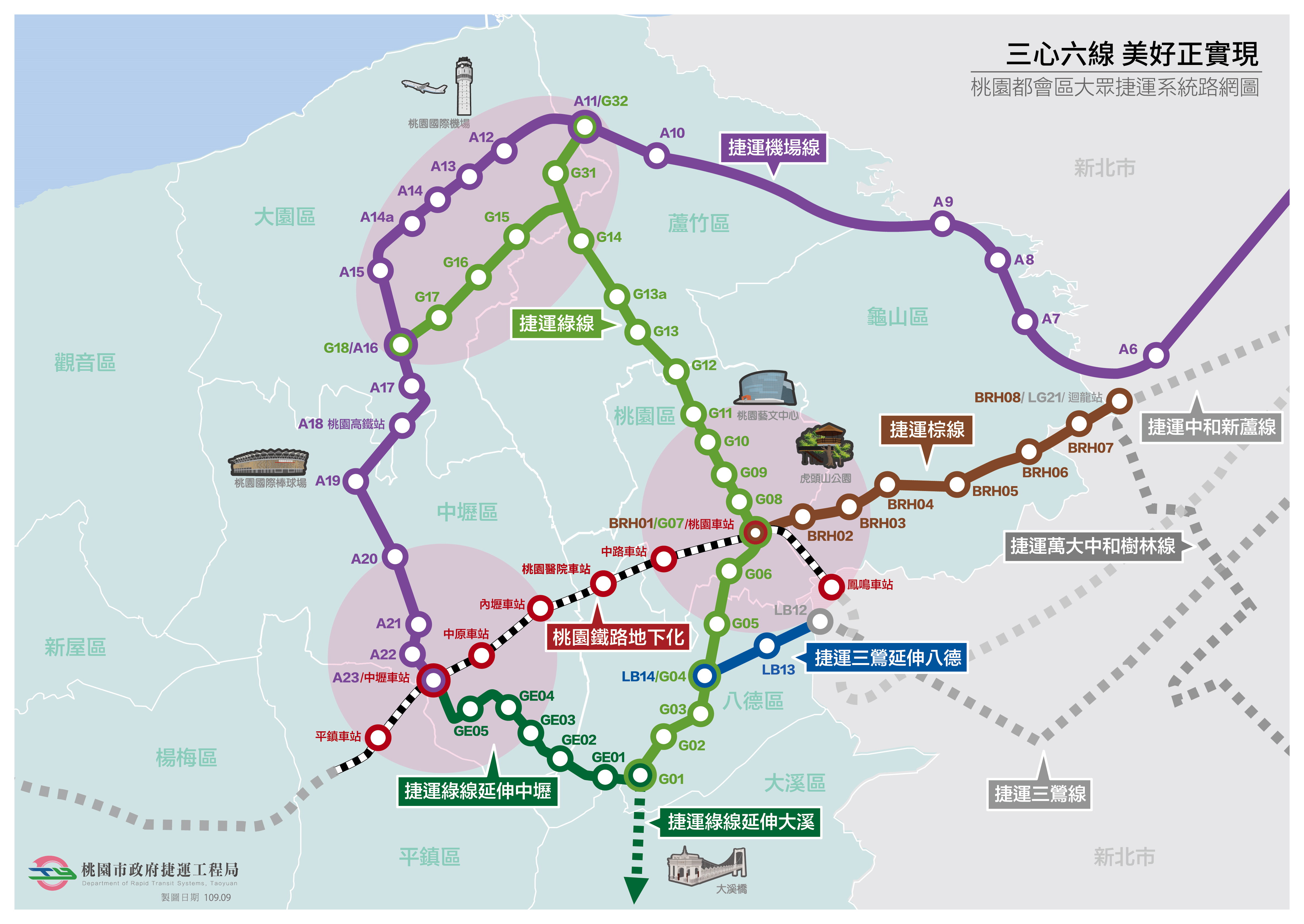
Carte du réseau prévu

Le métro de Taoyuan (anciennement Taoyuan Rail Transit et officiellement Taoyuan Mass Rapid Transit System) est un système de transport en commun rapide desservant la région de la ville de Taoyuan de Taïwan. Le réseau proposé comprendra cinq lignes, y compris une ligne en service depuis le 2 mars 2017 avec l'ouverture de la ligne de l'aéroport de Taoyuan.

## Histoire
- 2 mars 2017 : Ouverture de la ligne violette (MRT de l'aéroport de Taoyuan).

## Réseau et opérations

### Lignes
| Ligne | Ligne | Ligne                       | Mode  | Terminus            | Terminus     | km    | Statut     |
| ----- | ----- | --------------------------- | ----- | ------------------- | ------------ | ----- | ---------- |
|       | A     | Ligne d'aéroport de Taoyuan | Métro | Taipei Main Station | Laojie River | 51,33 | En service |

## Infrastructure

### Ligne d'aéroport de Taoyuan
La ligne d'aéroport sont de deux types, Train de banlieue et Train d'express. Les trains express s'arrêtent à Taipei Main Station, New Taipei Industrial Park, Chang Gung Memorial Hospital, Airport Terminal 1 et Airport Terminal 2, qui permet de rejoindre le centre de Taipei en 38 minutes. Tandis que les Trains de banlieue s'arrêtent à chaque arrêt qui mettent 52 minutes pour atteindre le centre-ville depuis l'aéroport.

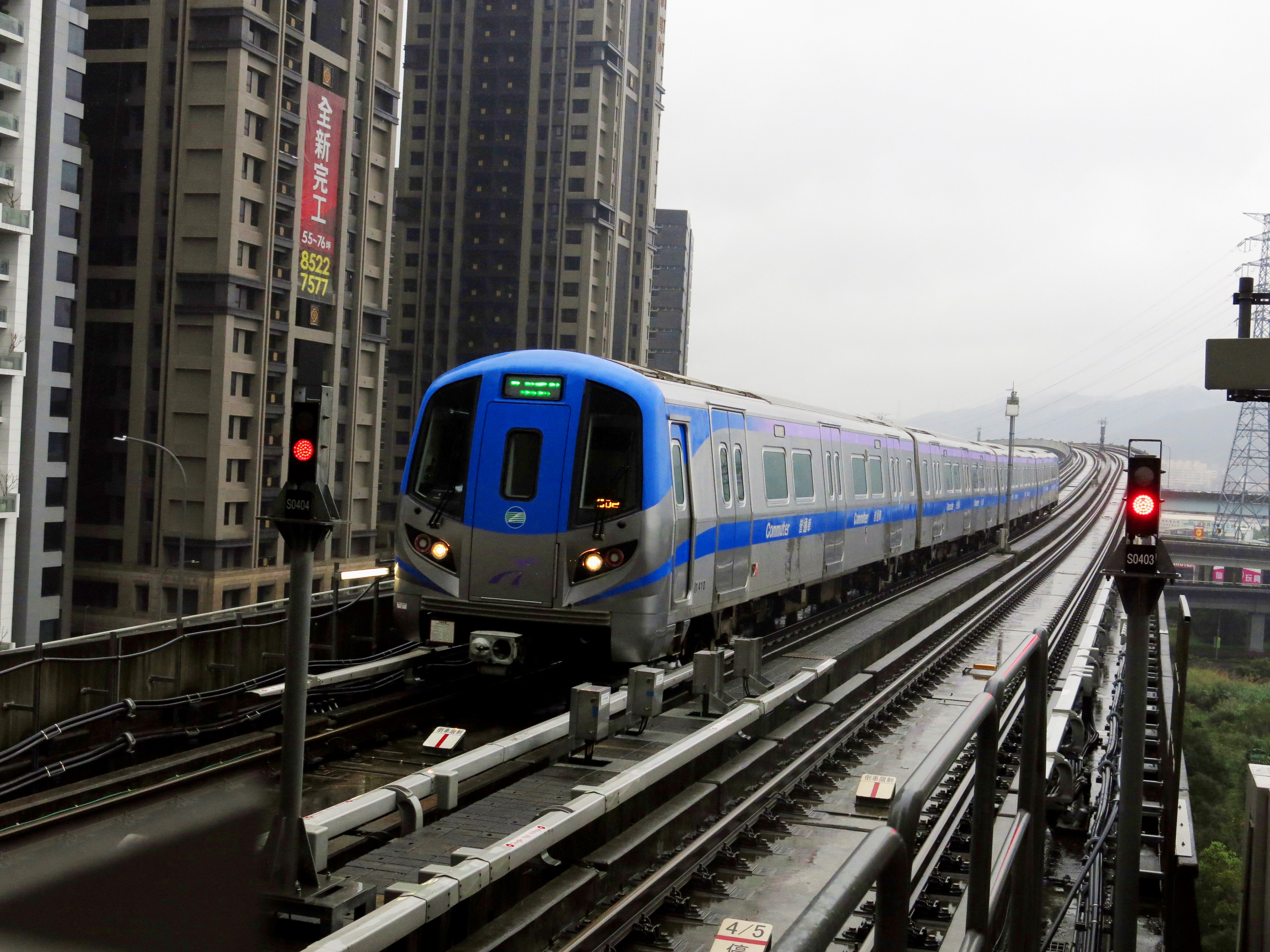
Train de navette.
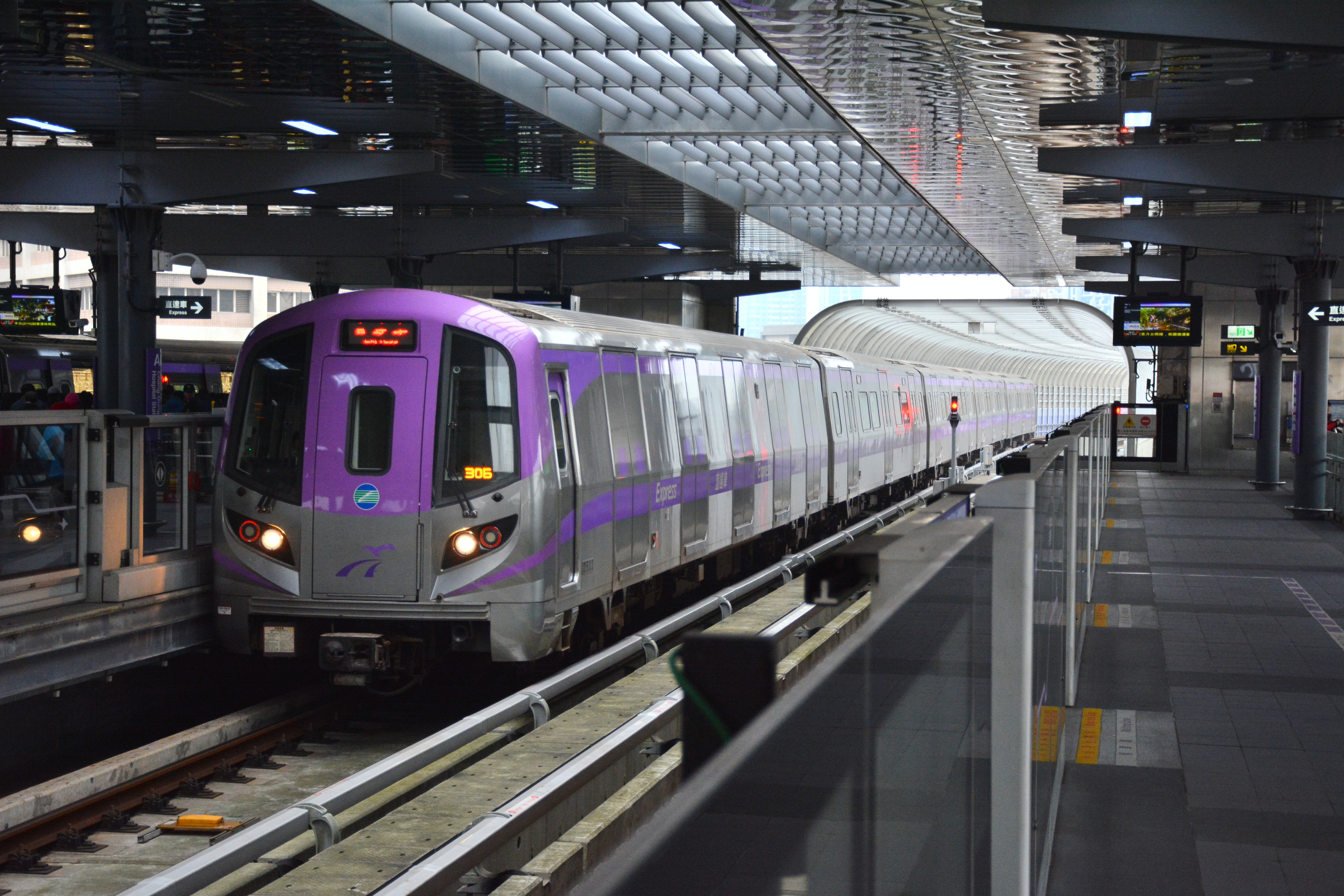
Train express.
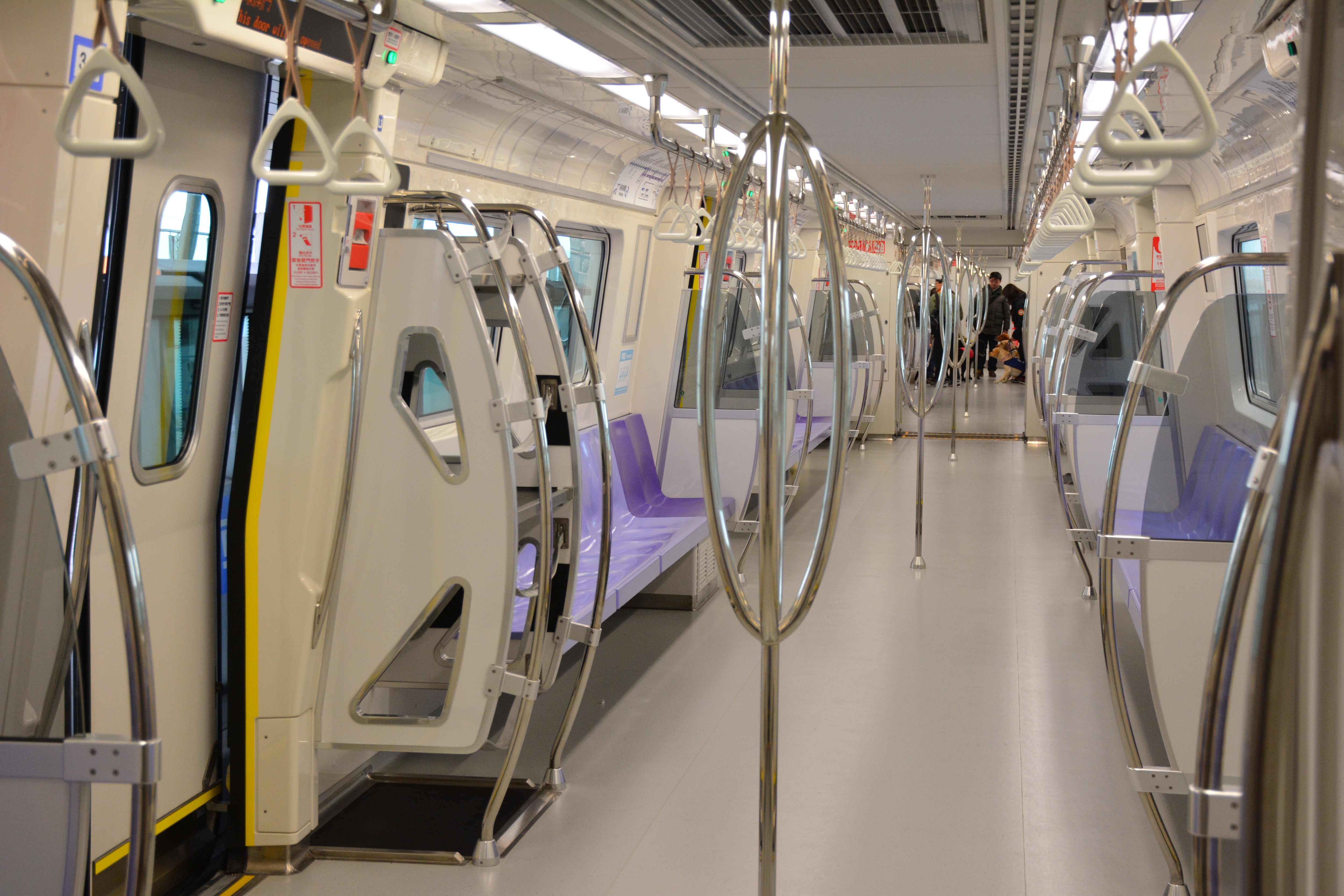
Intérieur d’un train de navette.
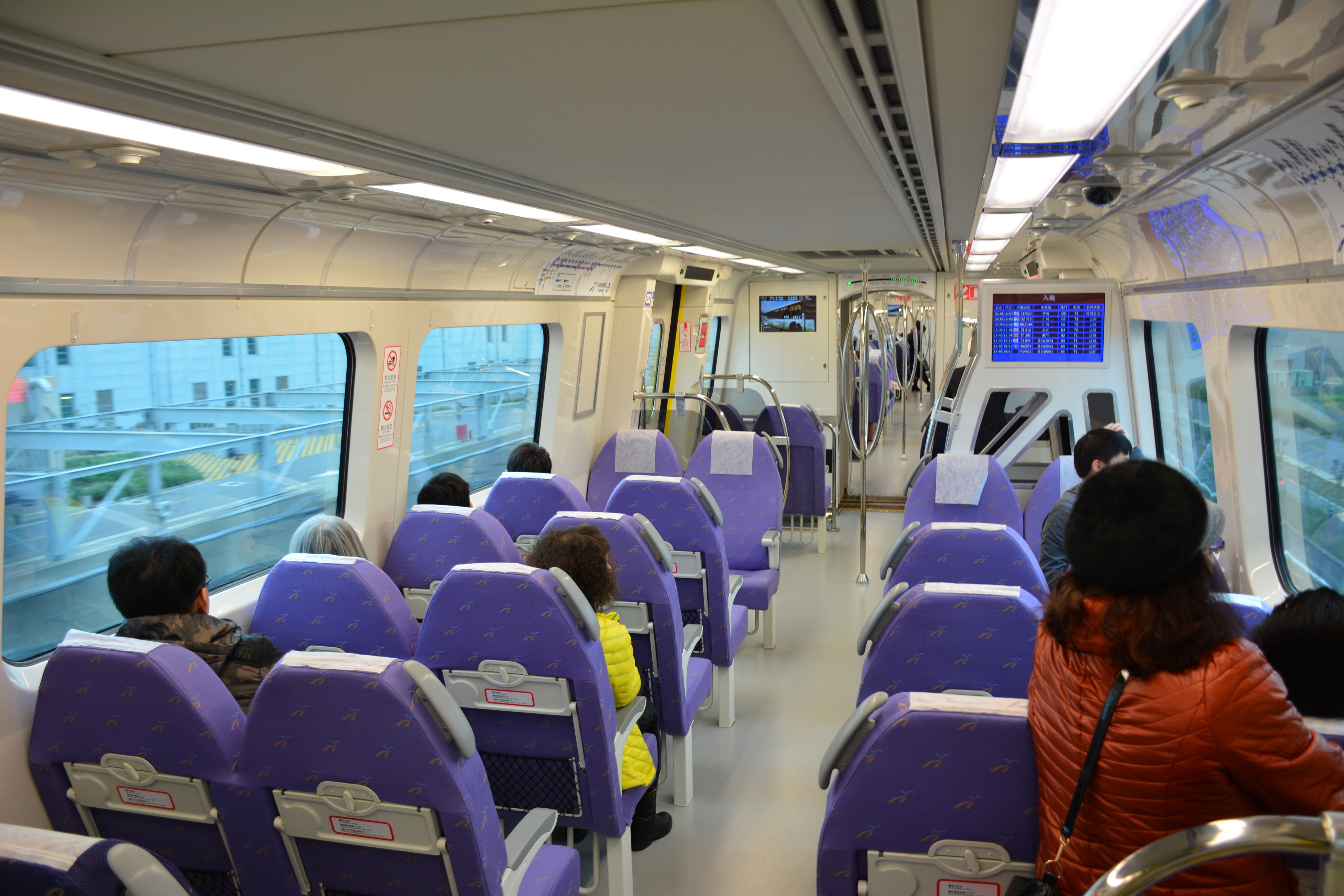
Intérieur d’un train express.

### Wifi gratuit

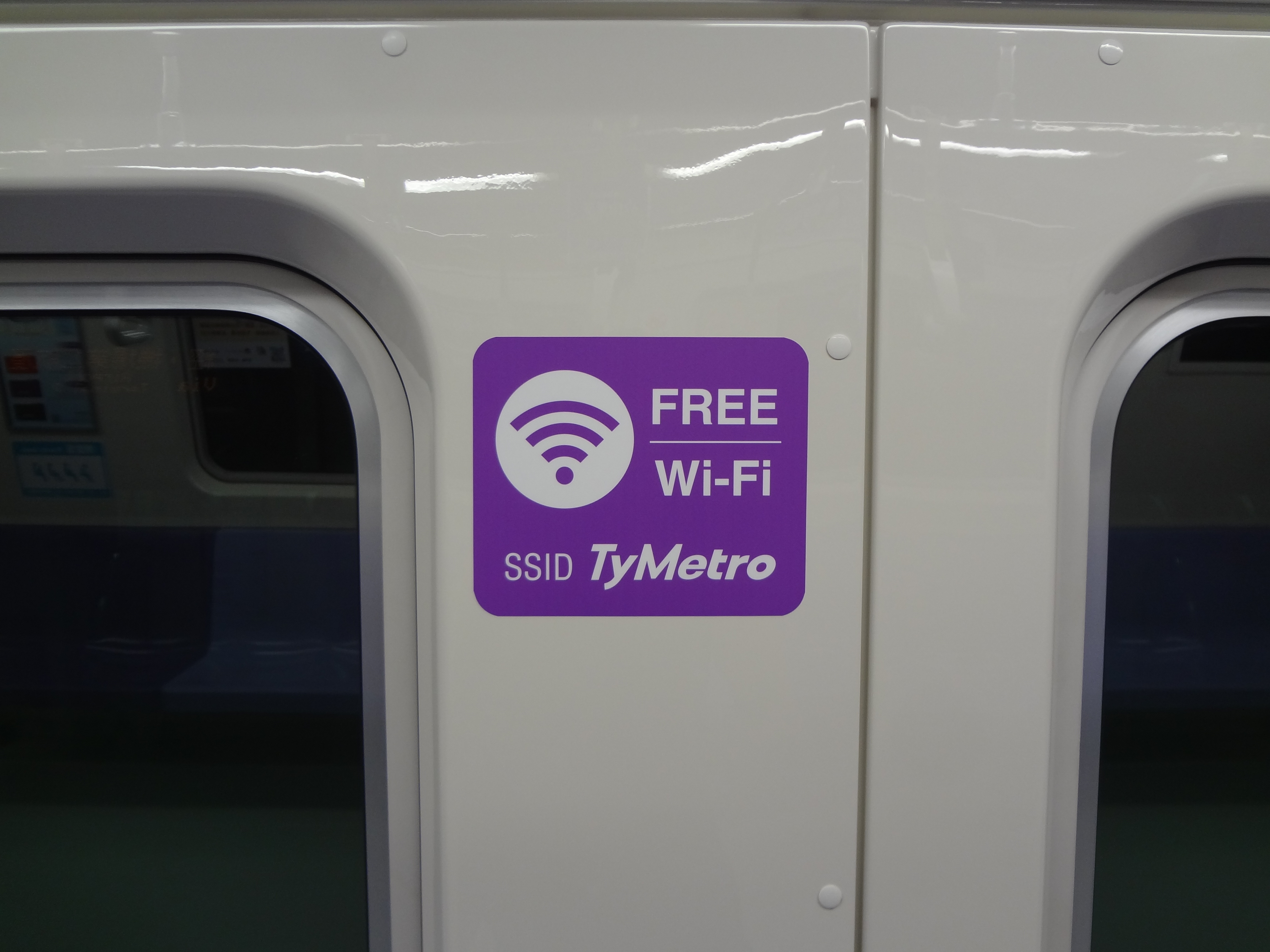
Connexion Wi-Fi gratuite dans un train

Une connexion Wi-Fi est disponible gratuitement dans tout le système.

## Extension future
Toutes les lignes utiliseront[Quand ?] une voie à écartement standard, à l'exception de la ligne rouge qui utilisera des voies de 1,067 mm car il s'agit essentiellement d'une reconstruction de la partie Taoyuan de la TRA Western Line en un tunnel ferroviaire souterrain destiné à supporter des services ferroviaires locaux plus fréquents et plus rapides (un peu comme la reconstruction des chemins de fer TRA dans le Grand Taipei et Kaohsiung)[source secondaire souhaitée]. Le segment de la ligne Taolin de la ligne brune de Taoyuan à Shanbi est destiné à être construit comme un itinéraire de transport en commun rapide par bus.
| Ligne           | Ligne | Ligne                      | Terminus                   | Terminus           | Longueur (km) | Statut          |
| --------------- | ----- | -------------------------- | -------------------------- | ------------------ | ------------- | --------------- |
|                 | A     | Aéroport de Taoyuan MRT    | Laojie River               | Gare de Zhongli    | 1,76          | En construction |
| Gare de Zhongli | A     | Aéroport de Taoyuan MRT    | Parc sportif de Zhongli    |                    | Planification |                 |
|                 | G     | Ligne Verte                | Danan / Bade               | Kengkou / Hengshan | 27,2          | En construction |
| Ligne Daxi      | G     | Bade                       | Daxi                       | 10                 | Planification |                 |
| Ligne Zhongli   | G     | Bade                       | Parc sportif de Zhongli    |                    | Planification |                 |
|                 | O     | Ligne Orange               | Shanzaiding                | Tongan             |               | Planification   |
| Ligne Longtan   | O     | Shanzaiding                | Longtan                    | 6                  | Planification |                 |
|                 | BR    | Ligne Taolin               | Gare principale de Taoyuan | Shanbi             | 12,5          | Planification   |
| Ligne Huilong   | BR    | Gare principale de Taoyuan | Huilong                    | 11,5               | Planification |                 |